# میدان شوش

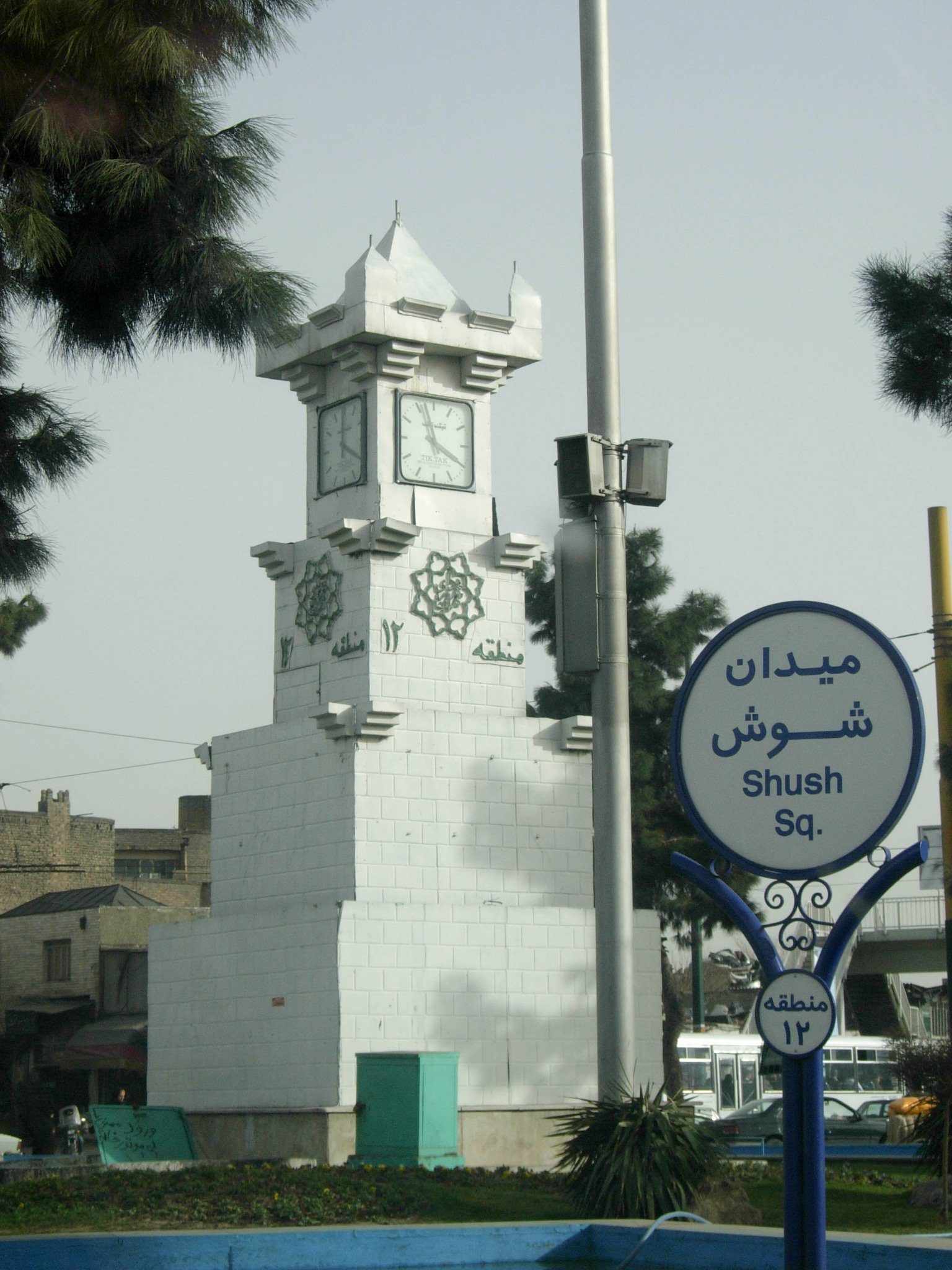
میدان شوش تهران

میدان شوش تهران

میدان شوش یکی از میدان‌های قدیمی تهران است که در جنوب  تهران و در نزدیکی ایستگاه راه‌آهن واقع شده‌است و در نزدیکی محله‌هایی چون دروازه غار، لب خط، مولوی،باغ آذری،خ ری میدان قیام و… قرار گرفته‌است.
قبلاً میدان بزرگ و اصلی میوه و تره بار تهران در این میدان واقع و یکی از اصلی‌ترین میدان‌های تهران قدیم بوده‌است.امروزه بزرگترین مرکز خرید بلور وجهیزیه در میدان شوش واقع شده است.